# Гордиенко, Петр Давидович
Петр Давидович Гордиенко (18 ноября 1902, Демьянцы, Переяславский уезд, Полтавская губерния — 23 августа 1975, Киев) — советский военачальник, участник Великой Отечественной войны, полковник (22 марта 1943), генерал-майор артиллерии (31 мая 1954).

## Биография
В октября 1924 года вступил в ряды Рабоче-крестьянской Красной армии и служил во 2-м зенитном артиллерийском полку в Севастополе, в 1931 году окончил Севастопольскую школу зенитной артиллерии и служил в 115-м зенитно-артиллерийском полку 2-й дивизии ПВО Ленинградского военного округа.
В 1938—1939 годах служил в Китае. 1 марта 1939 года он был награждён орденом Красной Звезды.
В начале Великой Отечественной войны в июле 1941 года он занимал должность командира 169-го зенитного артиллерийского полка, который входил в состав 2-го корпуса ПВО Ленинграда. В августе 1941 года полк вошёл в состав Ленинградского фронта. Он занимался противотанковой обороной на линии Гатчина — Кипень — Петергоф.
С сентября 1941 по январь 1944 года 169-й зенитный артиллерийский полк во главе с Гордиенко занимал оборонительные позиции, защищая Ленинград от налетов вражеской авиации, а также помогал войсками 42-й армии в наземных сражениях. 30 апреля 1942 года Гордиенко за успешное выполнение боевых задач был награждён вторым орденом Красной Звезды.
В составе той же 42 армии в январе 1944 года полк под его командованием принимал участие в Красносельско-Ропшинской наступательной операции, за что и стал называться «Красносельский».
26 февраля 1944 года Гордиенко был назначен помощником командующего Ленинградской армией ПВО. За участие и выполнение задач в Ленинградско-Новогородской наступательной операции, 29 марта 1944 он был награждён орденом Отечественной войны 1-й степени. 30 мая 1944 года он был назначен командующим артиллерией Ленинградской армии ПВО. В июне 1944 года он принимал участие в Выборгской наступательной операции. 18 ноября 1944 года за успешное выполнение задач на Карельском перешейке был награждён вторым орденом Отечественной войны 1-й степени.
8 декабря 1944 года Гордиенко был назначен командиром 77-й дивизии ПВО, а в июле 1945 года командиром 95-й дивизии ПВО на Дальнем Востоке.
В декабре 1946 года был назначен командиром 46-й дивизии ПВО Дальневосточного округа ПВО в Хабаровске.
23 ноября 1956 года был уволен в запас.

## Награды[1]
- Орден Ленина
- 2 Ордена Красного Знамени
- 2 Орден Отечественной войны I степени
- 2 Ордена Красной Звезды
- Медаль «За оборону Ленинграда»
- Медаль «За победу над Германией в Великой Отечественной войне 1941—1945 гг.».
- Медаль «За победу над Японией».